# Owen Watkin
Pour les articles homonymes, voir Watkin.

a Compétitions nationales et continentales officielles uniquement.

b Matchs officiels uniquement.
Dernière mise à jour le 25 février 2025.
Owen Watkin, né le 12 octobre 1996 à Bridgend (pays de Galles), est un joueur international gallois de rugby à XV, occupant la position de centre aux Ospreys en United Rugby Championship.

## Biographie

### Jeunesse et formation
Owen Watkin naît le 12 octobre 1996 à Bridgend au pays de Galles,. Son père, Paul Watkin, est un ancien joueur de rugby à XV qui a joué au poste de centre, devenu ensuite entraîneur. Il a également deux frères, Geraint et Emyr qui pratiquent aussi le rugby à XV.
Dès l'âge de quatre ans, il commence lui aussi le rugby à XV pour le club local de Tondu RFC. Par la suite, il rejoint le Bryncethin RFC, puis l'Academy (centre de formation) des Ospreys à partir des moins de 16 ans et joue également à ce sport au niveau scolaire,. Il est scolarisé au sein de l'Ysgol Gymraeg Bro Ogwr, de l'Ysgol Gyfun Gymraeg Llangynwyd et du Bridgend College,.
Durant sa jeunesse, il joue tout d'abord au poste de demi d'ouverture avant d'être déplacé au centre comme son père,.
À dix ans, il est convoqué pour représenter une sélection "B" des moins de 11 ans de l'ouest du pays de Galles lors de matchs contre des sélections de l'est et du nord, il inscrit des essais dans les deux matchs. Il participe également à un tournoi national de rugby à sept pour l'équipe de Bridgend & District à Dunvant.
Plus tard, avec l'équipe des moins de 18 ans des Ospreys, il remporte le championnat organisé par la fédération galloise lors de la saison 2014-2015, il inscrit notamment un doublé lors de la finale.
En 2014, il connaît tout d'abord les sélections nationales avec l'équipe du pays de Galles des moins de 18 ans, avant de prendre part à toutes les rencontres du Tournoi des Six Nations des moins de 20 ans et du Championnat du monde junior avec l'équipe du pays de Galles des moins de 20 ans lors de l'année 2015,.

### Débuts professionnels avec les Ospreys et succès dans le Tournoi des Six Nations des moins de 20 ans (2015-2017)
Owen Watkin fait ses débuts professionnels en début de saison 2015-2016 avec les Ospreys à seulement dix-huit ans lors de la deuxième journée du Pro12 face au Munster en tant que titulaire au poste de premier centre,. Il dispute ensuite les quatre premières journées de la British and Irish Cup avec les Ospreys Premiership Select (équipe réserve). En début d'année 2016, il fait ses débuts en Coupe d'Europe face aux Exeter Chiefs. À la même période, il est sélectionné pour le Tournoi des Six Nations des moins de 20 ans 2016. Avec sa sélection, il réalise le Grand Chelem et remporte le premier Tournoi de l'histoire de cette équipe. Il réalise de bonnes performances tout au long de la compétition et est notamment nommé homme du match lors de l'ultime journée contre l'Italie. Au mois d'avril, il signe son premier contrat sénior. Le mois suivant, il est annoncé qu'il n'est pas sélectionné pour le Championnat du monde junior à la suite d'un accord entre les Ospreys et la fédération galloise afin de se reposer et de préparer la saison prochaine. Pour sa première saison professionnelle, il dispute un total de treize rencontres, dont neuf en tant que titulaire, et inscrit deux essais.
En juillet 2016, il subit une grave blessure au ligament croisé antérieur d'un genou et il ne joue aucune rencontre avec les Ospreys pendant la saison 2016-2017, cependant il joue avec le Bridgend RFC en Welsh Premiership,.

### Premières sélections internationales, titulaire avec les Ospreys, Grand Chelem dans le Tournoi des Six Nations 2019 et participation à la Coupe du monde (2017-2019)
Ses bonnes performances avec l'équipe des Ospreys durant le début de la saison 2017-2018 lui valent une première convocation avec l'équipe du pays de Galles de Warren Gatland pour la tournée d'automne 2017. Il porte pour la première fois le maillot du XV du Poireau contre l'Australie, le 11 novembre, en remplaçant Owen Williams à la soixante-huitième minute de jeu. La semaine suivante, il est titularisé pour la première fois en sélection afin d'affronter la Géorgie. Au mois de janvier, il est retenu pour le Tournoi des Six Nations 2018. Ce même mois, il égale un record en Coupe d'Europe en battant treize défenseurs lors d'un même match face à l'ASM Clermont Auvergne, de plus, il est annoncé qu'il signe un nouveau contrat jusqu'en 2020 avec les Ospreys,. Durant le Tournoi des Six Nations, il fait ses débuts contre l'Écosse dès la première journée en entrant en jeu à la place de Scott Williams. Lors de la quatrième journée, il connait sa première titularisation dans la compétition face à l'Italie. Cette saison-là, il joue dix-huit rencontres, dont quatorze en tant que titulaire, avec les Ospreys et inscrit un essai. En juin, il participe à la tournée en Amérique avec le pays de Galles.
Durant l'automne 2018, il est de nouveau sélectionné avec le XV du Poireau. En janvier 2019, il est sélectionné pour le Tournoi des Six Nations. Lors de la deuxième journée, il est titularisé et inscrit son premier essai international contre l'Italie lors d'une victoire 26 à 15 à Rome qui permet d'égaler le record de victoire d'affilée du pays de Galles avec onze succès. Par la suite, il prend part au Grand Chelem des Gallois à l'issue de la compétition après avoir disputé et gagné les cinq rencontres,. Pendant la saison, il est de nouveau le titulaire au poste de premier centre avec les Ospreys, disputant quinze rencontres, dont treize dans ce rôle. Fin avril 2019, il est présélectionné dans un groupe élargi afin de préparer la Coupe du monde.
Pendant le mois d'août suivant, il dispute trois test matchs de préparation. Début septembre, il fait finalement partie du groupe gallois retenu pour disputer la Coupe du monde au Japon. Pendant la compétition, il dispute trois des quatre matchs de poule en étant seulement titulaire contre l'Uruguay. Cependant, lors du quart de finale contre la France, il se voit octroyer une place dans le XV de départ au poste de deuxième centre à la suite du forfait sur blessure de Jonathan Davies pour ce match. À la suite d'un match très disputé, le pays de Galles s'impose 20 à 19 et se qualifie pour les demi-finales face à l'Afrique du Sud, il retrouve le banc pour ce match après le retour de Jonathan Davies. Pendant la rencontre, il entre en jeu dès la trente-neuvième minute à la suite d'une blessure de l'ailier George North mais son équipe s'incline 16 à 19 face aux futurs champions du monde. Pour la finale pour la troisième place, il est titulaire mais son équipe s'incline lourdement 40 à 17 face à la Nouvelle-Zélande. Au total, il a participé à six des sept matchs gallois et a été titulaire à trois reprises.

### Tournoi des Six Nations 2020 décevant, puis victoire l'année suivante (2020-2023)
De retour avec les Ospreys, il dispute deux matchs de Coupe d'Europe mais subit une blessure au genou au mois de décembre qui l'éloigne des terrains pendant huit semaines. En janvier, il signe un nouveau contrat de trois ans avec sa province. Le même mois, il est tout de même sélectionné pour le Tournoi des Six Nations 2020 mais il manque les premières journées de la compétition. Cette saison-là, il ne dispute que six matchs avec les Ospreys lors d'un exercice perturbé par la pandémie de Covid-19,. En octobre suivant, il est convoqué pour jouer les test matchs internationaux, dont le match reporté contre l'Écosse du Tournoi des Six Nations 2020 et la Coupe d'automne des nations. Titulaire contre les Écossais, lui et son équipe perdent leur premier match à domicile, à Llanelli, depuis 2002 contre cette équipe et terminent la compétition à une décevante cinquième place avec seulement une victoire,.
En janvier 2021, il est sélectionné pour le Tournoi des Six Nations. Lors de son seul match de la compétition cette année-là, il réalise un plaquage décisif contre l'Écosse en empêchant Duhan van der Merwe de marquer un essai alors que le score est seulement de 25 à 24 pour le pays de Galles, finalement le match se finit sur ce score. À l'issue de la compétition, sa sélection remporte le Tournoi ainsi que la Triple couronne, sans toutefois réaliser le Grand Chelem, c'est sa deuxième victoire personnelle dans la compétition. Cette saison-là, il dispute douze rencontres avec les Ospreys, étant remplaçant seulement une seule fois.
Malgré son statut de titulaire chez les Ospreys, le sélectionneur gallois Wayne Pivac décide de se passer de lui pour les tournées d'été et d'automne 2021,. Toutefois, il est bien présent dans le groupe gallois pour le Tournoi des Six Nations 2022. Pour la première rencontre, il est remplaçant puis il enchaîne les quatre autres rencontres en tant que titulaire en deuxième centre. Il inscrit notamment son deuxième essai dans le Tournoi contre l'Italie lors de la dernière journée mais les siens s'inclinent 21 à 22 à domicile en toute fin de match alors que l'Italie n'avait plus remporté une rencontre dans la compétition depuis 2015 et était sur une série de trente-six défaites d'affilée. Ils terminent une nouvelle fois le Tournoi à une décevante cinquième place avec seulement une victoire. Pendant la saison, il dispute seize matchs comme titulaire avec les Ospreys. L'été suivant, il est sélectionné pour la tournée en Afrique du Sud, il dispute deux des trois matchs mais aucun en tant que titulaire. 
Lors de l'automne 2022, il est rappelé en sélection. Il est notamment titulaire lors de la première défaite de l'histoire du pays de Galles contre la Géorgie à Cardiff,. Pendant ce match, il se blesse au genou et est forfait pour le début du Tournoi des Six Nations 2023. Il fait son retour sur les terrains à la mi-février avec les Ospreys et n'est pas convoqué pour le Tournoi. Il ne dispute que neuf rencontres cette saison-là avec sa province. 

### Non retenu pour la Coupe du monde 2023 et retour en sélection pour le Tournoi des Six Nations 2024 (depuis 2023)
Début mai, il n'est pas retenu par Warren Gatland dans le groupe gallois élargi pour préparer la Coupe du monde en France et ne fait pas non plus partie du groupe final, il est alors très déçu de ne pas avoir fait au moins partie du groupe élargi,,. 
Lors de la première partie de saison 2023-2024, il enchaîne les rencontres en étant titulaire avec les Ospreys et ne manque seulement que la septième journée du United Rugby Championship. En janvier 2024, il dispute son centième match avec les Ospreys, puis il est récompensé de sa constance lors de ce début de saison en étant sélectionné pour le Tournoi des Six Nations,. Lors de la première journée de la compétition, il profite de la blessure de George North pour être titularisé avec Nick Tompkins au centre face à l'Écosse et joue son premier match international depuis la défaite contre la Géorgie à l'automne 2022,. Les Gallois s'inclinent 26 à 27 après avoir été mené 27-0 en début de seconde période, ils perdent leur premier match à Cardiff contre cet adversaire depuis 2002. Il n'est pas reconduit pour les deux journées suivantes avec le retour de blessure de North,. Pour la quatrième journée face à la France, Warren Gatland décide se passer de sa paire de centre titulaire Tompkins-North et de le titulariser avec Joe Roberts. Après une large défaite 24 à 45, il ne rejoue pas lors de la dernière journée, une nouvelle fois perdue contre l'Italie à domicile, et le pays de Galles termine la compétition à la dernière place sans avoir remporté un match et récolte la cuillère de bois. Au total, il dispute vingt-et-une rencontres, dont vingt comme titulaire, et inscrit deux essais avec les Ospreys. Durant l'été 2024, il est convoqué pour la tournée en Afrique du Sud et en Australie, où il dispute trois matchs en tant que titulaire.
Durant l'automne 2024, il est à nouveau convoqué en sélection nationale. Il prend seulement part à une rencontre en tant que remplaçant durant cette fenêtre internationale. En janvier 2025, il est retenu pour le Tournoi des Six Nations. Titulaire pour la première journée contre la France, il se blesse gravement au genou en cours de première mi-temps. Forfait pour le reste de la compétition, et de la saison, il signe toutefois une prolongation de contrat avec les Ospreys.

## Statistiques en équipe nationale
Owen Watkin compte 43 capes en équipe du pays de Galles, dont 24 en tant que titulaire, depuis sa première sélection le 11 novembre 2017 face à l'Australie.
Il participe à une édition de la Coupe du monde en 2019, disputant six rencontres, dont trois en tant que titulaire .

## Palmarès
- Vainqueur du Tournoi des Six Nations des moins de 20 ans en 2016 (Grand Chelem) avec l'équipe du pays de Galles des moins de 20 ans.
- Vainqueur du Tournoi des Six Nations en 2019 (Grand Chelem) et 2021 avec l'équipe du pays de Galles.
- Vainqueur de la Triple couronne en 2019 et 2021.